# Chrysiptera caeruleolineata
Espèce
Chrysiptera caeruleolineata, communément appelée Demoiselle à ligne bleue, est une espèce de poisson-demoiselle du bassin Indo-Pacifique. Elle mesure jusqu'à 6 centimètres de long.